# .post
.post je garantovaná generická doména nejvyššího řádu. Je omezena na použití národními nebo regionálními poskytovateli poštovních služeb a soukromými společnostmi pracujícími v této oblasti. Je garantována Světovou poštovní unií, mezinárodní organizací sídlící v Bernu ve Švýcarsku. K říjnu 2004 bylo její schválení a realizace očekáváno na rok 2005, nakonec však k němu došlo až v prosinci 2009. Do „IANA TLD registry“ byla přidána 8. srpna 2012.